# Bertram Meryl Hoffmeister
Bertram Meryl Hoffmeister OC, CB, CBE, DSO, ED; kanadski general in poslovnež, * 15. maj 1907, † 4. december 1999.
Med drugo svetovno vojno je bil poveljnik 2. (kanadske) pehotne brigade (1943-44), 5. (kanadske) oklepne divizije (1944-45) in 6. (kanadske) pehotne divizije (1945). Po vojni je postal poslovnež.